# 海上自衛隊
海上自衛隊（日语：／ Kaijō Jieitai），簡稱海自（日语：／ Kaiji），是日本自衛隊的海上部隊，也是日本事实上的海军武装，成立於1954年7月1日，全體武職人員稱「海上自衛官」。由於現行日本国宪法的限制，因此編制上跟武器都是偏重防衛，原則上不配備具侵略性的艦種（如航空母艦、巡洋艦和核子動力潛艇等）以及兵種（如海軍陸戰隊），編制有限的防衛預算並透明化。其主要任務是防衛日本領海，1992年開始參與聯合國維和行動。
目前兵力43,419人，共擁有各式艦艇152艘，固定翼飛機84架，直升機93架，擁有4个八八舰队，共有31座基地主要基地有5座（橫須賀、佐世保、吳、舞鶴、大湊）。2022年予算額約為1兆2,922億日圓。与陆上自卫队不同，海上自卫队則允許沿用第二次世界大战前的军旗，其成員與日本俗稱的舊軍（大日本帝國海軍）之間的關係與軍紀的傳承也較為密切，甚至也保留了禮拜五吃海軍咖哩的習慣，不过为了做出改革，舰名已经停止使用汉字书写，并只使用护卫舰做目的。

## 沿革
大日本帝國原有的國家海上武裝部隊為明治維新後組建的大日本帝國海軍，但隨著日本在第二次世界大戰的戰敗投降而被迫解散。然而自1950年朝鲜战争爆发后，1952年4月26日，日本政府成立隸屬於海上保安廳的「海上警備隊」，之後於同年8月1日成立保安廳，為總理府的外局，並將警察預備隊與海上警備隊統合分別改組為保安廳統轄的「保安隊」與「警備隊」。這兩個治安部隊，實際上都具有準軍事組織的性質。至1954年7月1日，日本政府將保安廳改組為防衛廳，同時成立由防衛廳管轄的自衛队，下设海上自衛隊。
冷战时期，日本自衛队主要根据日美安全保障条约辅助美军行动。1970年代，日本确立了“重视海空军，海上歼敌”的方針，主力擴充海上自衛隊規模。1990年代之后，日本自衛队逐渐开始增加独立军事行动，並且开始向海外派員參與任務。
2006年3月27日，日本自衛队成立统合幕僚监部（相當於總參謀部），取代過去的統合幕僚會議（相當於參謀長聯席會議），开始执行新的作戰體系。此前，陆海空三个自衛队分别由各自的幕僚长（相当于参谋长）分别进行指挥，同时辅助防卫厅长官工作。在新的體系下，陸海空各部队的幕僚长将辅佐统合幕僚长（總參謀長）指挥部队。同年6月20日，時任日本首相小泉纯一郎正式宣布从伊拉克撤出陆上自衛队，但他也同时强调将扩大航空自衛队在伊拉克的活动范围，承担更多的责任。
海上自卫队装备建设的近期發展：
- 13,500噸日向級直昇機護衛艦：首艦日向號（日语：ひゅうが (護衛艦)）在2009年3月18日成軍服役，次艦伊勢號亦在2011年3月16日開始服役。其機庫共可容納7架直昇機，加上甲板上可停放4架，共計11架。本艦取代榛名級。
- 5,000噸秋月型護衛艦：建造4艘，首艦秋月號護衛艦（日语：あきづき (護衛艦・2代)）在2012年3月服役，全數於2014年服役。本級艦取代朝霧級[15]。
- 19,500噸出雲級直升機護衛艦：首艦出雲號在2015年3月25日成軍服役，次艦加賀號亦在2017年3月22日開始服役，機庫共可容納14架直昇機，加上甲板上可停放14架，共計28架。本艦取代白根級。2020年起改裝、提供F-35B起降，至少可搭載10架到18架F-35B戰鬥機。
- 5,100噸朝日級護衛艦：建造2艘，首艦朝日號護衛艦（日语：あきづき (護衛艦・2代)）在2018年3月7日服役，次艦不知火號護衛艦（日语：しらぬい (護衛艦)）於2019年2月27日服役。本級艦取代朝霧級。
- 8,200噸摩耶级護衛艦：建造2艘，首艦摩耶號護衛艦在2020年3月19日服役，二號艦羽黑號護衛艦瑜2021年3月19日服役。本級艦取代旗風級。
- 3,000噸級大鯨級潛艦：首艦大鯨（日语：たいげい (潜水艦)）在2022年3月9日成軍服役。本艦為蒼龍級放大版，增加潛艦魚雷防禦系統、高性能呼吸管與採用光纖技術的先進聲納系統，並配備新型18式魚雷。
- 3,900噸最上级护卫舰（30FFM）：預計建造22艘→12艘[16][17]：首艦最上（もがみ）（日语：もがみ (護衛艦・2代)）於2021年3月3日下水，2022年4月28日服役，二号舰熊野（くまの）（日语：くまの (護衛艦・2代)）於2020年11月19日下水，2022年3月22日服役[註 2]，三號艦能代（のしろ）（日语：のしろ (護衛艦・2代)）於2021年6月22日下水。本級艦取代阿武隈級、朝霧級。
- 4,880噸多機能護衛艦（6FFM）：預計建造10艘→12艘[18][19]。
- 1,900噸哨戒艦：艦長90公尺，預計建造12艘，首艦預計2026年服役。[20][21]
- 神盾系統搭載艦（英语：Aegis system equipped vessels (ASEV)）
- 13DDX驅逐艦

## 组织结构

海上自衛隊艦隊部署圖

海上幕僚監部是海自的统帅机关，相当于各國海军参谋部及舊日本海軍的军令部，指揮官稱作海上幕僚長，相當於他國的海軍參謀長（上將軍階）。主力部队全部编为自卫舰队，相当于旧海军的联合舰队，地方队进行警备与支援，另外还有其它后勤与业务部门。
- 指挥官階級
  - 海上幕僚長海将階級（上將軍階）：海上幕僚長
  - 海将階級（中將軍階）：海上幕僚副長、自衛艦隊司令官、護衛艦隊司令官、航空集團司令官、教育航空集團司令官、潜水艦隊司令官、地方総監
  - 海将補階級（少將軍階）：護衛隊群司令、掃海隊群司令、航空群司令、開發隊群司令、練習艦隊司令
  - 一等海佐階級（上校軍階）：海上訓練指導隊群司令、潜水隊群司令、情報業務群司令、海洋業務群司令、護衛隊司令、航空隊司令、海上自衛隊警務隊(憲兵)司令、DDG神盾飛彈護衛艦艦長、直升機護衛艦艦長、輸送艦艦長、補給艦艦長

### 海上幕僚監部（海军參謀部）
- - 司令部：東京都新宿區（市谷駐屯地）
  - 海上幕僚監部的司令官為海上幕僚長，海上幕僚長為海将階級（上將軍階）
  - 海上幕僚監部的副司令官為海上幕僚副長，海上幕僚副長為海将階級（中將軍階）
    - 总务部、人事教育部、防卫部、指挥通信情报部、装备部、技术部、监察官、首席法务官、首席会計监査官、首席卫生官（相當於海軍醫務總監）

### 自衛艦隊
- 司令部：神奈川县横须贺市

自衛艦隊司令官為海将階級（中將軍階），辖水面舰艇(護衛艦隊)、航空兵(航空集團)、潜艇(潛水艦隊)三大主力及辅助部队。
- 自衛艦隊直辖部队：掃海隊群、開發隊群、艦隊情報群、海洋業務・対潜支援群、特別警備隊

#### 護衛艦隊
护卫舰队统辖水面舰艇主力，置海將（中將階級）司令官，2024年6月20日编成，直轄部隊：

##### 海上訓練指導隊群
- 司令部：横须贺
  - 横須賀海上訓練指導隊（新井）
  - 呉海上訓練指導隊（吳）
  - 佐世保海上訓練指導隊（干尽） 
    - 佐世保水上戦術開発指導分遣隊（干尽）

  - 舞鶴海上訓練指導隊（舞鶴）
  - 大湊海上訓練指導隊（大湊）
  - 誘導武器教育訓練隊（船越）

##### 第1训练支援队
- 司令部：广岛县吴市
  - AST-4202 黑部（くろべ）
  - AST-4203 天龙（てんりゅう）

##### 第1海上補給隊
- 司令部：横须贺
  - 十和田级15850吨
    - AOE-422 十和田（日语：とわだ (補給艦)）（とわだ）（呉）
    - AOE-423 常磬（日语：ときわ (補給艦)）（ときわ）（横須賀）
    - AOE-424 濱名（日语：はまな (補給艦)）（はまな）（佐世保）

  - 摩周级25000吨
    - AOE-425 摩周（日语：ましゅう (補給艦)）（ましゅう）（舞鶴）
    - AOE-426 淡海（日语：おうみ (補給艦)）（おうみ）（佐世保）

##### 第1护卫队群
- 司令部：横须贺

由於从事公关活动多，故又称「公关的1群」。第1护卫队群經常是配备最新锐舰的編隊。
※ 2020年3月19日編成
- 第1護衛隊（司令部：横须贺）
  - DDH-183  出雲（いずも）
  - DDG-179  摩耶（まや）
  - DD-107  雷（日语：いかづち (護衛艦・2代)）（いかづち）
  - DD-101  村雨（日语：むらさめ (護衛艦・2代)）（むらさめ）
- 第5护卫队（司令部：佐世保）
  - DDG-173  金刚（こんごう）
  - DD-108  曙（日语：あけぼの (護衛艦・2代)）（あけぼの）
  - DD-109  有明（日语：ありあけ (護衛艦・2代)）（ありあけ）
  - DD-115  秋月（日语：あきづき (護衛艦・2代)）（あきづき）

##### 第2护卫队群
- 司令部：长崎县佐世保市

別稱「训练的2群」，訓练頻率高。另外当地九州出身的人很多，生活环境相对稳定，士气较高。第2护卫队群是編在日本與韩国、中国接壤海域的精锐部队。
※ 2018年3月7日編成
- 第2护卫队（司令部：佐世保）
  - DDH-182  伊勢（いせ）
  - DDG-178  足柄（あしがら）
  - DD-102  春雨（日语：はるさめ (護衛艦・2代)）（はるさめ）
  - DD-119  朝日（日语：あさひ (護衛艦・2代)）（あさひ）
- 第6护卫队（司令部：橫須賀）
  - DDG-174  雾岛（きりしま）
  - DD-110  高波（日语：たかなみ (護衛艦・2代)）（たかなみ）
  - DD-111  大波（日语：おおなみ (護衛艦・2代)）（おおなみ）
  - DD-116  照月（日语：てるづき (護衛艦・2代)）（てるづき）

##### 第3护卫队群
- 司令部：京都府舞鹤市

別稱「緊張的3群」，作為與朝鮮、俄罗斯接續海域的前线部队，因此又称“書類的3群”。
※ 2019年2月27日編成
- 第3护卫队（司令部：舞鹤）
  - DDH-181 日向（ひゅうが）
  - DDG-175  妙高 （みょうこう）
  - DDG-177  爱宕（あたご）
  - DD-118   冬月（日语：ふゆづき (護衛艦)）（ふゆづき）
- 第7护卫队（司令部：大湊）
  - DD-103  夕立（日语：ゆうだち (護衛艦・2代)）（ゆうだち）
  - DD-112  卷波（日语：まきなみ (護衛艦・2代)）（まきなみ）
  - DD-114  凉波（日语：すずなみ (護衛艦)）（すずなみ）
  - DD-120  不知火（日语：しらぬい (護衛艦)）（しらぬい）

##### 第4护卫队群
- 司令部：广岛县吴市

別稱「特別行的4群」，在温暖的濑户内海作為战略预备部隊，也别名「溫暖的4群」，也配備如DDG176鳥海跟DDH184加賀等精銳戰艦群。
※ 2021年3月19日編成
- 第4护卫队（司令部：吳）
  - DDH-184 加賀（かが）
  - DD-105  电（日语：いなづま (護衛艦・2代)）（いなづま）
  - DD-106  五月雨（日语：さみだれ (護衛艦)）（さみだれ）
  - DD-113  涟（さざなみ）
- 第8护卫队（司令部：佐世保）
  - DDG-180  羽黑 (はぐろ)
  - DDG-176  鸟海（日语：ちょうかい (護衛艦)）（ちょうかい）
  - DD-104  雾雨（日语：きりさめ (護衛艦)）（きりさめ）
  - DD-117  涼月（すずつき）

##### 地方配備部隊
- 第11護衛隊（横須賀）
  - DD-154  天雾（日语：あまぎり (護衛艦)）（あまぎり）
  - DD-152  山雾（日语：やまぎり (護衛艦)）（やまぎり）
  - DD-153  夕雾（ゆうぎり）
  - FFM-1 最上（日语：もがみ (護衛艦・2代)）（もがみ）
  - FFM-2 熊野（日语：くまの (護衛艦・2代)）（くろべ）
- 第12護衛隊（吳）
  - DE-229  阿武隈（日语：ゆうぎり (護衛艦)）（あぶくま）
  - DE-234  利根（日语：とね (護衛艦)）（とね）
  - DD-158  海雾（日语：うみぎり (護衛艦）（うみぎり）
  - FFM-7  仁淀（日语：によど (護衛艦・2代)）（によど）
- 第13護衛隊（佐世保） 
  - DE-230  神通（日语：じんつう (護衛艦)）（じんつう）
  - DD-157  泽雾（日语：さわぎり (護衛艦)）（さわぎり）
  - FFM-3 能代（日语：のしろ (護衛艦・2代)）（のしろ）
  - FFM-4 三隈（日语：みくま (護衛艦・2代)）（みくま）
- 第14護衛隊（舞鶴）
  - DD-151  朝霧（日语：あさぎり (護衛艦)）（あさぎり）
  - DD-156  濑户雾（日语：せとぎり (護衛艦)）（せとぎり）
  - DE-232  川内（日语：せんだい (護衛艦)）（せんだい）
  - FFM-5 矢矧（日语：やはぎ (護衛艦)）（やはぎ）
  - FFM-6 阿賀野（日语：あがの (護衛艦)）（あがの）
- 第15護衛隊（大湊）
  - DD-155  濱霧（日语：はまぎり (護衛艦)）（はまぎり）
  - DE-231  大淀（日语：おおよど (護衛艦)）（おおよど）
  - DE-233  筑摩（日语：ちくま (護衛艦)）（ちくま）
  - FFM-8 湧別（日语：ゆうべつ (護衛艦・2代)）（ゆうべつ）

#### 航空集团
海上自衛隊的航空部隊，相當於其他國家的海軍航空兵，置海将階級（中將軍階）司令官。
- 司令部（厚木航空基地）[26]

##### 第1航空群
- 司令部（鹿屋航空基地）：P3C约10架
  - 第1航空隊（鹿屋航空基地）
  - 第1整備補給隊（鹿屋航空基地）

##### 第2航空群
- 司令部（八戶航空基地）：P3C约11架
  - 第二航空隊（八戶航空基地）

##### 第4航空群
- 司令部（厚木航空基地）：P1约10架
  - 第三航空隊
  - 厚木航空基地隊
  - 硫磺島航空基地隊
    - 南鳥島航空派遣隊

##### 第5航空群
- 司令部（那霸航空基地）：P3C约15架
  - 第五航空隊
  - 那霸航空基地隊

##### 第21航空群
- 司令部（館山航空基地）：SH-60J、SH-60K约30架
  - 第21航空隊（館山航空基地）
  - 館山航空基地隊（館山航空基地）
  - 舞鶴航空基地隊
  - 第25航空隊（大湊航空基地）
  - 大湊航空基地隊
  - 第73航空隊（立山航空基地）:SH-60J救援直升機 7架
    - 硫磺島航空分遣隊（硫磺島航空基地）
    - 大湊航空分遣隊（大湊航空基地）

##### 第22航空群
- 司令部（大村航空基地）：SH-60J、SH-60K约20架
  - 第22航空隊（大村航空基地）
  - 第24航空隊（小松島航空基地） 
    - 小松島航空基地隊

  - 第72航空隊（大村航空基地）:SH-60J救援直升機 6架
    - 徳島航空分遣隊（徳島航空基地）
    - 鹿屋航空分遣隊（鹿屋航空基地）

  - 第22整備補給隊（大村航空基地）
  - 大村航空基地隊（大村航空基地)

##### 第31航空群
- 司令部（岩国航空基地）：電子作戰機约10架
  - 第71航空隊（厚木航空基地：救難待命派遣機）
  - 第81航空隊：電子情報及圖片收集
  - 第91航空隊：航空標訓練、電子戰訓練支援
  - 第31整備補給隊
  - 標的機整備隊（江田島）：航空標的整備
  - 岩国航空基地隊

##### 第51航空隊
- 司令部（厚木航空基地） ：使用指導和飛機測試和評價等

##### 第61航空隊
- 司令部（厚木航空基地）：YS-11、LC-90運送部隊

##### 第111航空隊
司令部（岩国航空基地）：扫雷直升机部队MH-53E约10架

##### 第1航空修理隊
司令部（鹿屋航空基地）

##### 第2航空修理隊
司令部（八戶航空基地）

##### 航空管制隊
司令部（厚木航空基地）
- 航空管制隊本部
- 洋上管制隊
- 教育訓練隊
- 企画審査隊

##### 機動設施隊
司令部（八戸航空基地）
- 隊本部
- 第1施設隊
- 第2施設隊
- 第3施設隊
- 第4施設隊

#### 潜水艦隊
海上自衛隊的潛艦部隊，设置海将階級（中將軍階）司令官。
司令部：(横须贺基地船越地区)
人员约1800人，1981年2月10日创设
2024年3月8日编成如下：
- 直轄部隊
  - 第11潜水隊（原第1練習潜水隊）（吳）
    - SSE-6201  大鯨（日语：たいげい (潜水艦)）（たいげい）（原大鯨級SS-513）(橫須賀)
    - TSS-3609 滿潮（日语：みちしお (潜水艦・2代)）（みちしお）（原親潮級SS-591）
    - TSS-3610  卷潮（日语：まきしお (潜水艦・2代)）（まきしお）（原親潮級SS-593）

  - 潜水艦教育訓練隊（吳）
    - 横須賀潜水艦教育訓練分遣隊（横須賀基地楠ケ浦地区）

##### 第1潜水隊群
司令部：(吳) 设置一等海佐司令
2025年3月16日編成
- 直轄艦
  - ASR-403  千早（ちはや）潜水艦救難艦
- 第1潜水隊
  - SS-507  仁龍（日语：じんりゅう (潜水艦)）（じんりゆう）
  - SS-594  磯潮（日语：いそしお (潜水艦・2代)）（いそしお）
  - SS-510  翔龍（日语：しょうりゅう (潜水艦)）（しょうりゅう）
  - SS-514  白鯨（日语：はくげい (潜水艦)）(はくげい)
  - SS-516  雷鯨（日语：らいげい (潜水艦)）(らいげい)
- 第3潜水隊  
  - SS-504  劍龍（日语：けんりゅう (潜水艦)）（けんりゅう）
  - SS-596  黒潮（日语：くろしお (潜水艦・3代)）（くろしお）
  - SS-600  望潮（日语：もちしお (潜水艦・2代)）（もちしお）
  - SS-511  凰龍（日语：おうりゅう (潜水艦)）(おうりゅう)
- 第5潜水隊 
  - SS-501  蒼龍（日语：そうりゅう (潜水艦)）（そうりゅう）
  - SS-502  雲龍（日语：うんりゅう (潜水艦)）（うんりゅう）
  - SS-503  白龍（日语：はくりゅう (潜水艦)）（はくりゅう）
  - SS-508  赤龍（日语：せきりゅう (潜水艦)）（せきりゆう）
- 吳潜水艦基地隊

##### 第2潜水隊群
司令部：(横須賀) 設置一等海佐司令
※ 2024年3月8日編成
- 直轄艦
  - ASR-404  千代田（日语：ちよだ (潜水艦救難母艦)）（ちよだ）潜水艦救難艦
- 第2潜水隊 
  - SS-592  渦潮（日语：うずしお (潜水艦・2代)）（うずしお）
  - SS-595  鳴潮（日语：なるしお (潜水艦・2代)）（なるしお）
  - SS-597  高潮（日语：たかしお (潜水艦・2代)）（たかしお）
- 第4潜水隊 
  - SS-598  八重潮（日语：やえしお (潜水艦・2代)）（やえしお）
  - SS-599  瀬戶潮（日语：せとしお (潜水艦・2代)）（せとしお）
  - SS-512  鬥龍（日语：とうりゅう (潜水艦)） (とうりゅう)
  - SS-515  迅鯨（日语：じんげい (潜水艦)）（じんげい）
- 第6潜水隊
  - SS-505  瑞龍（日语：ずいりゅう (潜水艦)）（ずいりゅう）
  - SS-506  黑龍（日语：こくりゅう (潜水艦)）（こくりゅう）
  - SS-509  清龍（日语：せいりゅう (潜水艦)）（せいりゅう）
- 横須賀潜水艦基地隊

#### 掃海隊群
司令部：横须贺基地船越地区
人員約900人。
2024年3月21日編成如下：

##### 第1掃海隊
- 司令部：神奈川縣横須賀
- 設置一等海佐（上校）司令
- MST-463浦賀（日语：うらが (掃海母艦)）（うらが）
- MSO-304淡路（日语：あわじ (掃海艦)）（あわじ）
- MSO-305平戶（日语：ひらど (掃海艦)）（あわじ）
- MSC-606初島（日语：はつしま (掃海艇・2代)）（はつしま）

##### 第2掃海隊
- 司令部：長崎縣佐世保市
- 設置二等海佐（中校）司令
- MSC-601平島（日语：ひらしま (掃海艇)）（ひらしま）
- MSC-602屋久島（日语：やくしま (掃海艇・3代)）（やくしま）
- MSC-603高島（日语：たかしま (掃海艇・3代)）（やくしま）

##### 第3掃海隊
- 司令部：廣島縣吴市
- 設置一等海佐（上校）司令
- MST-464豊後（日语：ぶんご (掃海母艦)）（ぶんご）
- MSO-306江田島（日语：えたじま (掃海艦)）（えたじま）
- MSC-690宮島（日语：みやじま (掃海艇・2代)）（みやじま）

##### 水陸両用戦・機雷戦戦術支援隊
- 司令部：(横须贺基地船越地区)
- 設置一等海佐（上校）司令
- 呉水陸両用戦・機雷戦戦術支援分遣隊
- 司令部：廣島縣吴市
- 設置三等海佐（少校）司令

##### 第1運輸隊
- 司令部：横须贺基地船越地区
- 設置一等海佐（上校）司令
- LST-4001 大隅（おおすみ）
- LST-4002 下北（日语：しもきた (輸送艦・2代)）（しもきた）
- LST-4003 国东（日语：くにさき (輸送艦)）（くにさき）

##### 第一氣墊艇隊
- 司令部：广岛县吴市
- LCAC-2101 氣墊艇1号
- LCAC-2102 氣墊艇2号
- LCAC-2103 氣墊艇3号
- LCAC-2104 氣墊艇4号
- LCAC-2105 氣墊艇5号
- LCAC-2106 氣墊艇6号

#### 地方队
各地方队都直属于海上幕僚監部，長官為地方総監，海将階級（中將軍階）。
- 横須賀地方隊（日语：横須賀地方隊）（司令部：神奈川縣横須賀市）
- 佐世保地方隊（日语：佐世保地方隊）（司令部：長崎縣佐世保市）
- 舞鶴地方隊（日语：舞鶴地方隊）（司令部：京都府舞鶴市）
- 大湊地方隊（日语：大湊地方隊）（司令部：青森縣陸奧市）
- 吳地方隊（日语：呉地方隊）（司令部：廣島縣吳市）

#### 教育航空集团
置海將階級（中將軍階）司令官。
- 司令部（下總航空基地）
- 下總教育航空群（日语：下総教育航空群）（下總航空基地）
- 第203教育航空隊：P-3C
- 第203整備補給隊
- 下総航空基地隊
- 德島教育航空群（日语：徳島教育航空群）（德島航空基地）
- 第202教育航空隊：TC-90
- 第202整備補給隊
- 徳島航空基地隊
- 小月教育航空群（日语：小月教育航空群）（小月航空基地）
- 第201教育航空隊：T-5
- 小月教育航空隊
- 第201整備補給隊
- 小月航空基地隊
- 第211教育航空隊（鹿屋航空基地）：TH-135
- 第212教育航空隊（鹿屋航空基地）：SH-60K

#### 練習艦隊(海上自衛隊)
司令部：吳市
司令官 海將補階級（少將軍階）
- 直轄艦艇　練習艦 TV-3508 鹿岛（かしま）
- 第1練習隊
  - TV-3520 旗風（はたかぜ，原DDG-171）
  - TV-3521 島風（しまかぜ，原DDG-172）

#### 自衛艦隊直辖部队
- 系统通信隊群（日语：システム通信隊群）
- 海上自衛隊警務隊（憲兵）（日语：海上自衛隊警務隊）
- 特別警備隊
- 情報保全隊
- 潜水医学實驗隊
- 幹部学校
- 幹部候補生学校
- 術科学校
- 補給本部（司令部：東京都北区）
  - 艦船補給處
  - 航空補給處
- 東京音樂隊（日语：東京音楽隊）

#### 海外部署
日本在2011年時向吉布提政府租借的一塊靠近吉布提-安布利国际机场的土地，興建了日本自卫队驻吉布提据点。當時投入47億建設了司令部和營房，可以提供3個P-3獵戶座海上巡邏機的停機場和1個機位的飛機庫。該基地部署了2架巡邏機的海自航空機部隊110人和陸上自衛隊70人。

## 艦隊組成
日本海上自衛隊有四個八八艦隊為海上戰鬥主力，目前每個八八艦隊分別由1艘直升機驅逐艦做為旗艦，並配有2艘神盾驅逐艦，5艘通用驅逐艦。
| 照片 | 級別                                                     | 日文分類               | 中文分類         | 數量（舷號） |
|      | 出雲級護衛艦（いずも型護衛艦）                           | ヘリコプター搭載護衛艦 | 多用途運用驅逐艦 | 2（DDH-183、DDH-184）                                                                                                 |
|      | 日向級護衛艦（ひゅうが型護衛艦）                         | ヘリコプター搭載護衛艦 | 直升機驅逐艦     | 2（DDH-181、DDH-182）                                                                                                 |
|      | 大隅級運輸艦（おおすみ型輸送艦）                         | 輸送艦                 | 兩棲運輸艦       | 3（LST-4001、LST-4002、LST-4003）                                                                                     |
|      | 摩耶级護衛艦（まや型護衛艦）                             | ミサイル護衛艦         | 飛彈驅逐艦       | 2（DDG-179、DDG-180）                                                                                                 |
|      | 愛宕級護衛艦（あたご型護衛艦）                           | ミサイル護衛艦         | 飛彈驅逐艦       | 2（DDG-177、DDG-178）                                                                                                 |
|      | 金剛級護衛艦（こんごう型護衛艦）                         | ミサイル護衛艦         | 飛彈驅逐艦       | 4（DDG-173、DDG-174、DDG-175、DDG-176）                                                                               |
|      | 朝日級護衛艦（あさひ型護衛艦）                           | 汎用護衛艦             | 通用驅逐艦       | 2（DD-119、DD-120）                                                                                                   |
|      | 秋月級護衛艦（あきづき型護衛艦）                         | 汎用護衛艦             | 通用驅逐艦       | 4（DD-115、DD-116、DD-117、DD-118）                                                                                   |
|      | 高波級護衛艦（たかなみ型護衛艦）                         | 汎用護衛艦             | 通用驅逐艦       | 5（DD-110、DD-111、DD-112、DD-113、DD-114）                                                                           |
|      | 村雨級護衛艦（むらさめ型護衛艦）                         | 汎用護衛艦             | 通用驅逐艦       | 9（DD-101、DD-102、DD-103、DD-104、DD-105、DD-106、DD-107、DD-108、DD-109）                                           |
|      | 朝霧級護衛艦（あさぎり型護衛艦）                         | 汎用護衛艦             | 通用驅逐艦       | 8（DD-151、DD-152、DD-153、DD-154、DD-155、DD-156、DD-157、DD-158）                                                   |
|      | 最上級護衛艦（もがみ型護衛艦）                           | 多機能護衛艦           | 多機能巡防艦     | 8（FFM-1、FFM-2、FFM-3、FFM-4、FFM-5、FFM-6、FFM-7、FFM-8服役中，FFM-9、FFM-10、FFM-11已下水，預計種共建造22艘→12艘） |
|      | 阿武隈級護衛艦（あぶくま型護衛艦）                       | 護航護衛艦             | 護航驅逐艦       | 6（DE-229、DE-230、DE-231、DE-232、DE-233、DE-234）                                                                   |
|      | 大鯨級潛艦（たいげい型潛水艦）                           | 柴電潛水艦             | 柴電潛艦         | 3（SS-514、SS-515、SS-516服役中，SS-517已下水）                                                                       |
|      | 蒼龍級潛艦（そうりゅう型潛水艦）                         | AIP潛水艦/柴電潛水艦   | AIP潛艦/柴電潛艦 | 12（SS-501、SS-502、SS-503、SS-504、SS-505、SS-506、SS-507、SS-508、SS-509、SS-510、SS-511、SS-512）                  |
|      | 親潮級潛艦（おやしお型潛水艦）                           | 柴電潛水艦             | 柴電潛艦         | 8（SS-592、SS-594、SS-595、SS-596、SS-597、SS-598、SS-599、SS-600）                                                   |
|      | 隼級飛彈快艇（はやぶさ型）                               | 飛彈艇                 | 飛彈快艇         | 6（PG-864、PG-865、PG-866、PG-867、PG-868、PG-829）                                                                   |
|      | 浦賀級掃雷母艦（うらが型）                               | 掃海母艦               | 佈雷艦           | 2（MST-463、MST-464）                                                                                                 |
|      | 菅島級掃雷艇（すがしま型）                               | 掃海艇                 | 掃雷艇           | 11（MSC-681、MSC-682、MSC-683、MSC-684、MSC-685、MSC-686、MSC-687、MSC-688、MSC-689、MSC-690、MSC-691、MSC-692）      |
|      | 平島級掃雷艇（ひらしま型）                               | 掃海艇                 | 掃雷艇           | 3（MSC-601、MSC-602、MSC-603）                                                                                        |
|      | 江之島級掃雷艇（えのしま型）                             | 掃海艇                 | 掃雷艇           | 3（MSC-604、MSC-605、MSC-606）                                                                                        |
|      | 運輸船1號型（うわじま型）                                | 輸送艇                 | 登陸艇           | 1(LCU-2002) |
|      | LCAC-1級氣墊式登陸艇（LCAC-1級エア・クッション型揚陸艇） | 登陸艇                 | 氣墊登陸艇       | 6 |
|      | 旗風型練習艦（日语：はたかぜ型練習艦）                   | 練習艦                 | 練習艦           | 2(TV-3520、TV-3521)                                                                                                   |
|      | 鹿島號練習艦（かしま (練習艦)）                          | 練習艦                 | 練習艦           | 1(TV-3508) |
|      | 親潮級潛艇（おやしお型潜水艦）                           | 練習潜水艦             | 練習潜水艦       | 2(TSS-3609、TSS-3610)                                                                                                 |
|      | 大鯨級潛艦（たいげい型潛水艦）                           | 試驗潜水艦             | 試驗潜水艦       | 1(SSE-6201) |
|      | 黑部號訓練支援船（くろべ (訓練支援艦)）                  | 訓練支援艦             | 訓練支援艦       | 1 |
|      | 天龍號訓練支援船（てんりゅう (訓練支援艦)）              | 訓練支援艦             | 訓練支援艦       | 1 |
|      | 燧滩型多用途支援船（ひうち型多用途支援艦）               | 多用途支援艦           | 多用途支援艦     | 5 |
|      | 二見型海洋觀測船（ふたみ型海洋観測艦）                   | 海洋観測艦             | 海洋観測艦       | 1 |
|      | 日南號海洋觀測船（にちなん (海洋観測艦)）                | 海洋観測艦             | 海洋観測艦       | 1 |
|      | 湘南號海洋觀測船（しょうなん (海洋観測艦)）              | 海洋観測艦             | 海洋観測艦       | 1 |
|      | 響型聲學測量船（ひびき型音響測定艦）                     | 聲學測量船             | 聲學測量船       | 2 |
|      | 白瀨號破冰船 (二代)（しらせ (砕氷艦・2代)）              | 破冰船                 | 破冰船           | 1 |
|      | 室戶號鋪設船 (第二代)（むろと (敷設艦・2代)）            | 鋪設船                 | 鋪設船           | 1 |
|      | 千早號潛艇救援船 (第二代)（ちはや (潜水艦救難艦・2代)）  | 潛艇救難艦             | 潛艇救援船       | 1 |
|      | 千代田號潛艇救援船ちよだ (潜水艦救難艦)                  | 潛艇救難艦             | 潛艇救援船       | 1 |
|      | 飛鳥號測試船あすか (試験艦)                              | 測試船                 | 測試船           | 1 |
|      | 十和田型補給艦とわだ型補給艦                             | 補給艦                 | 補給艦           | 3 |
|      | 摩週型補給艦ましゅう型補給艦                             | 補給艦                 | 補給艦           | 2 |
|      | 橋立號特務艇はしだて (特務艇)                            | 特務艇                 | 特務艇           | 1 |

### 航空

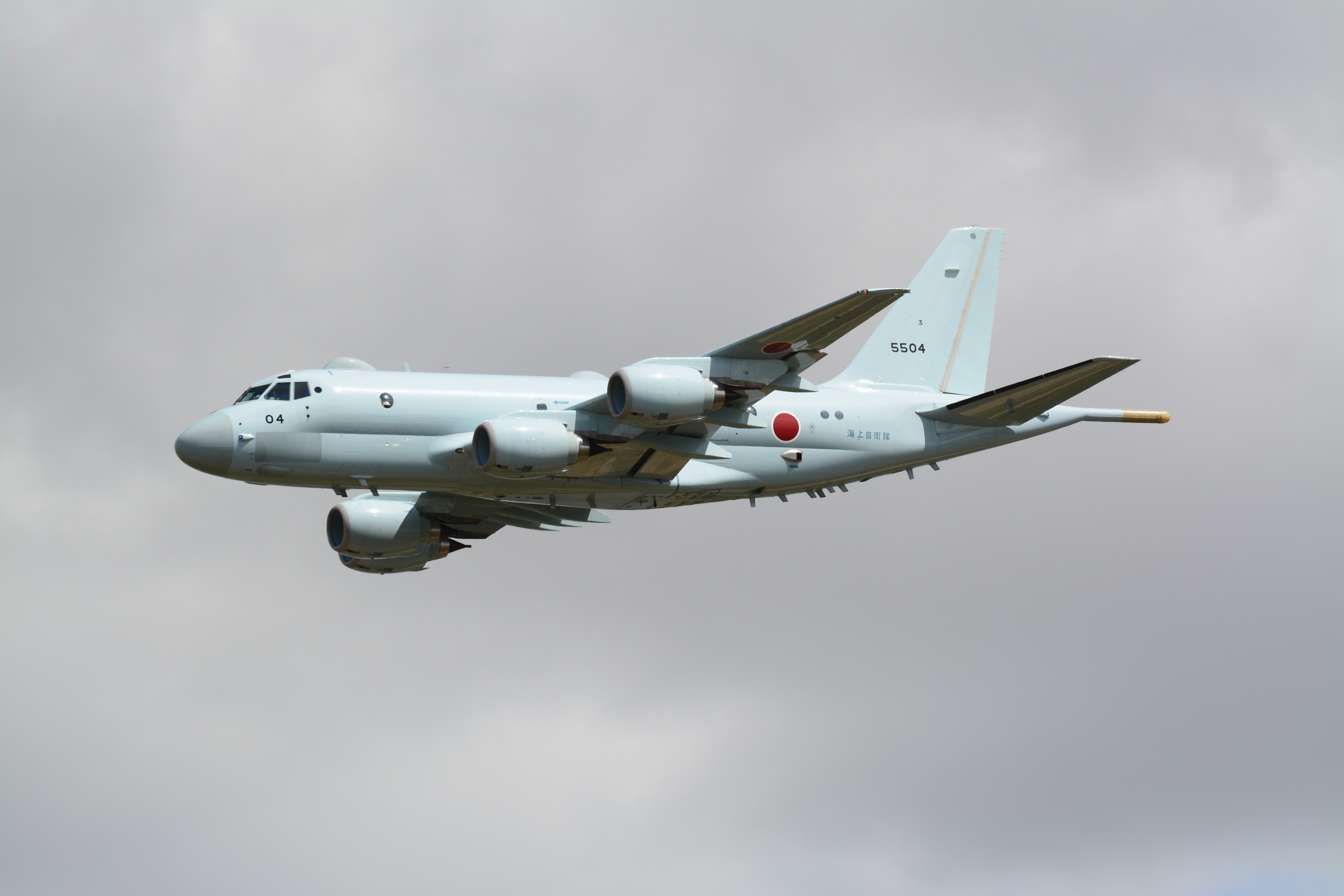
P-1
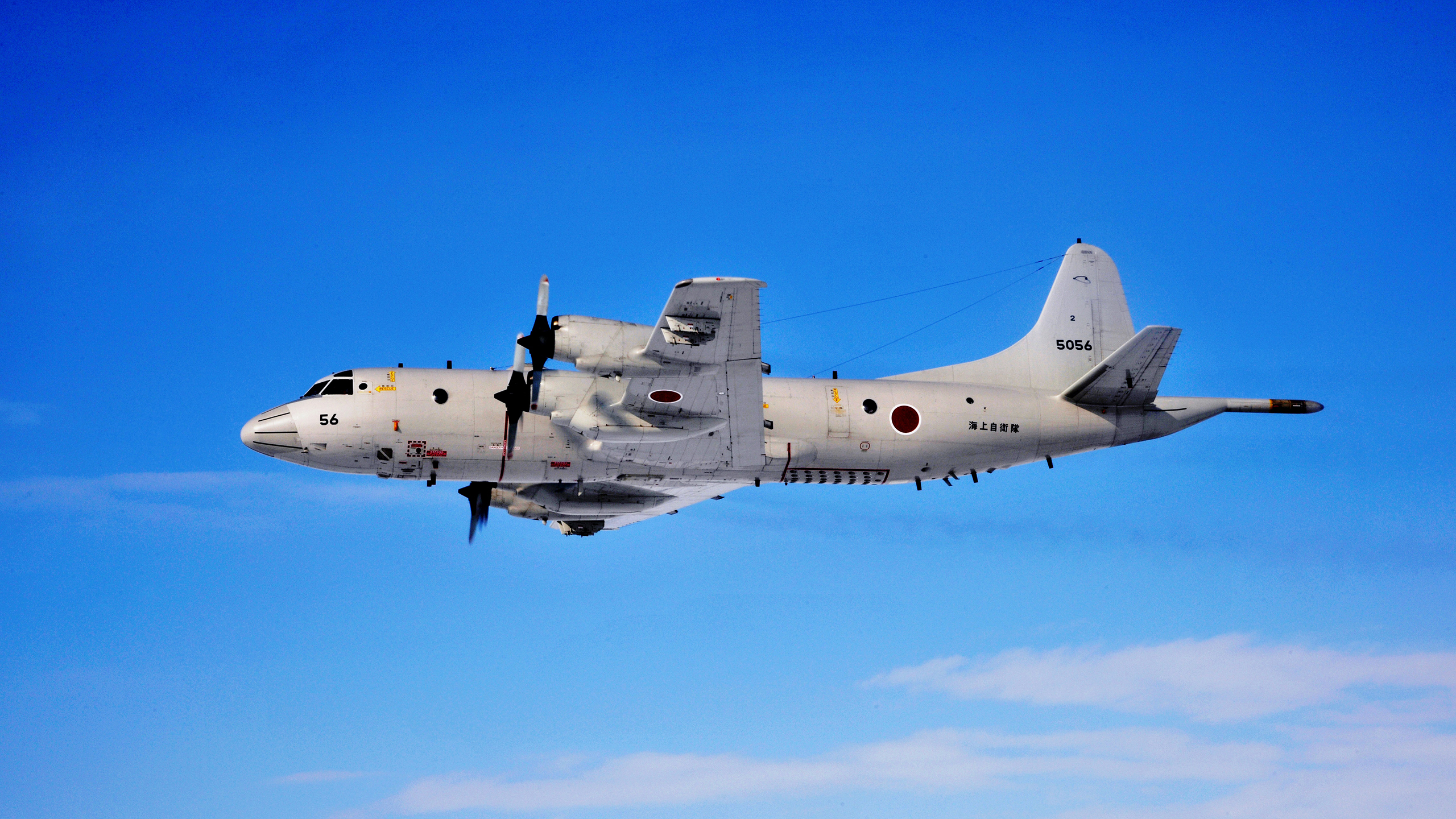
P-3C
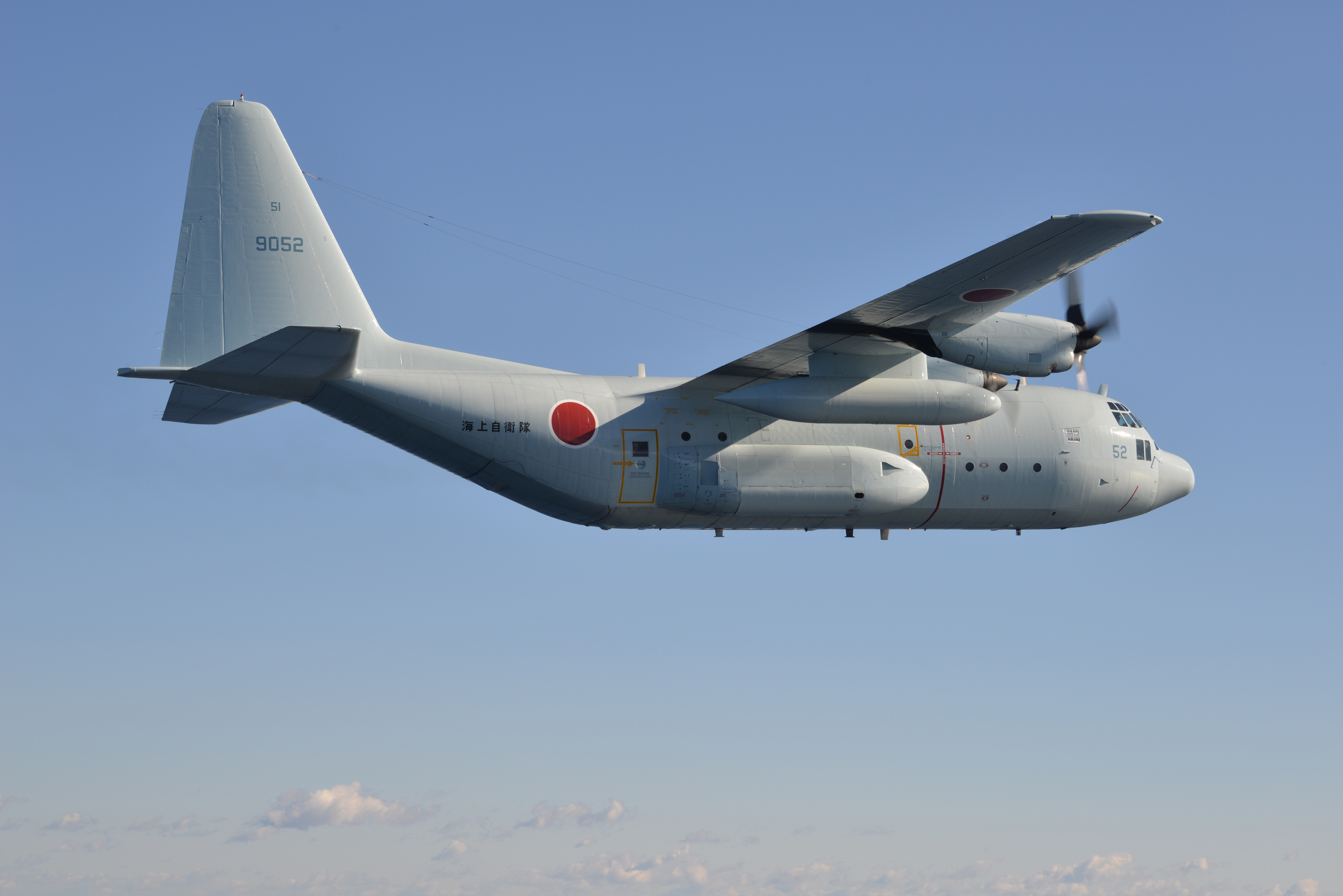
C-130R
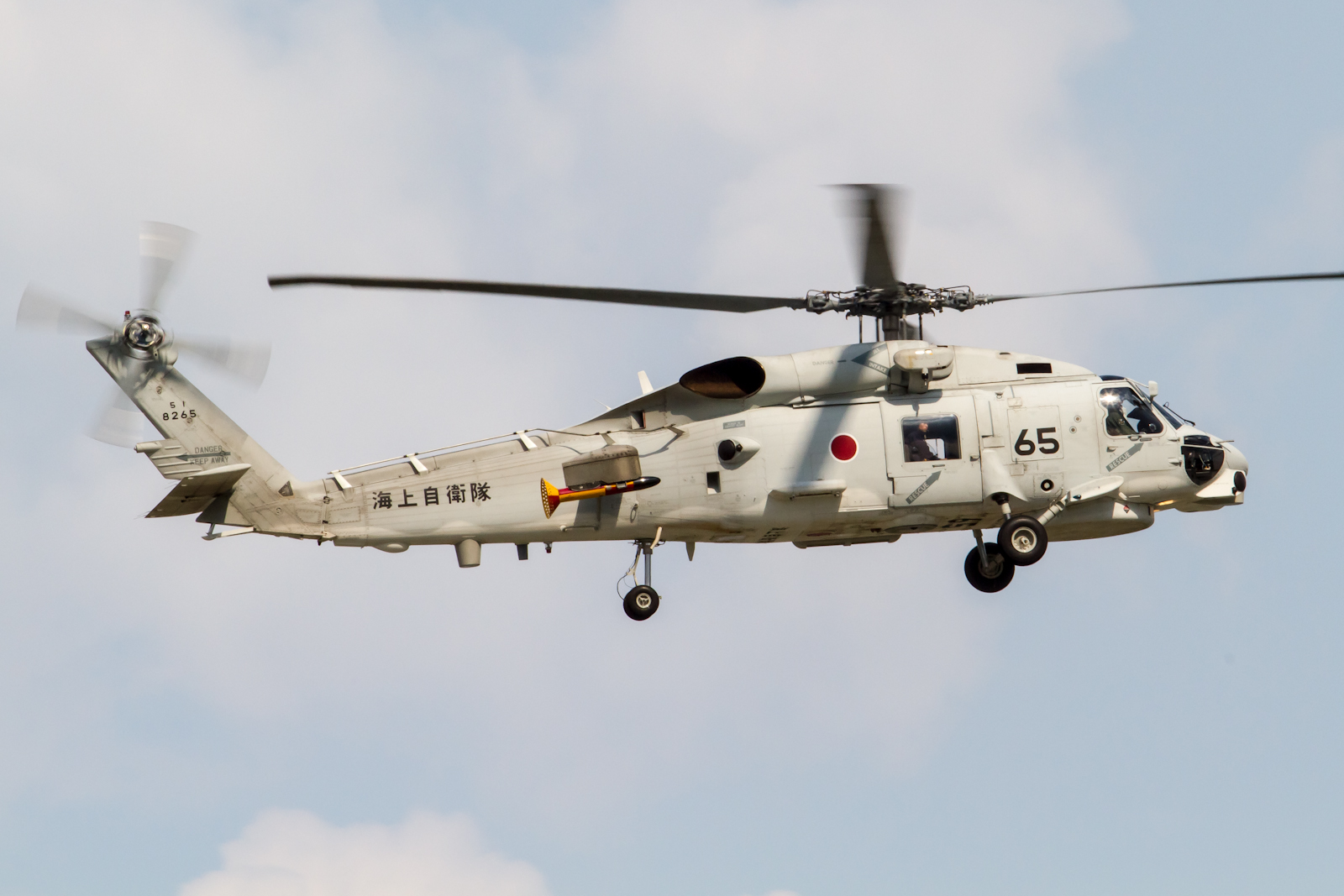
SH-60J
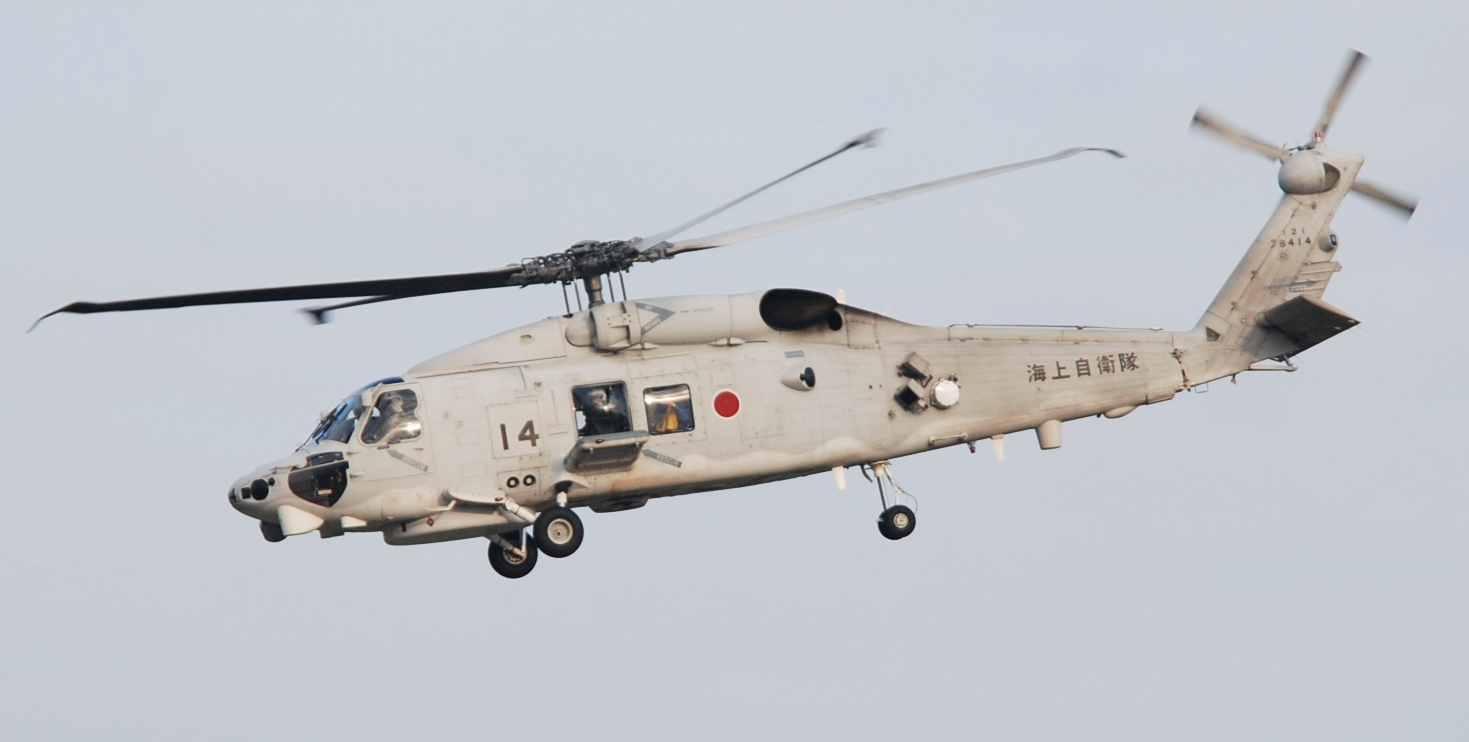
SH-60K
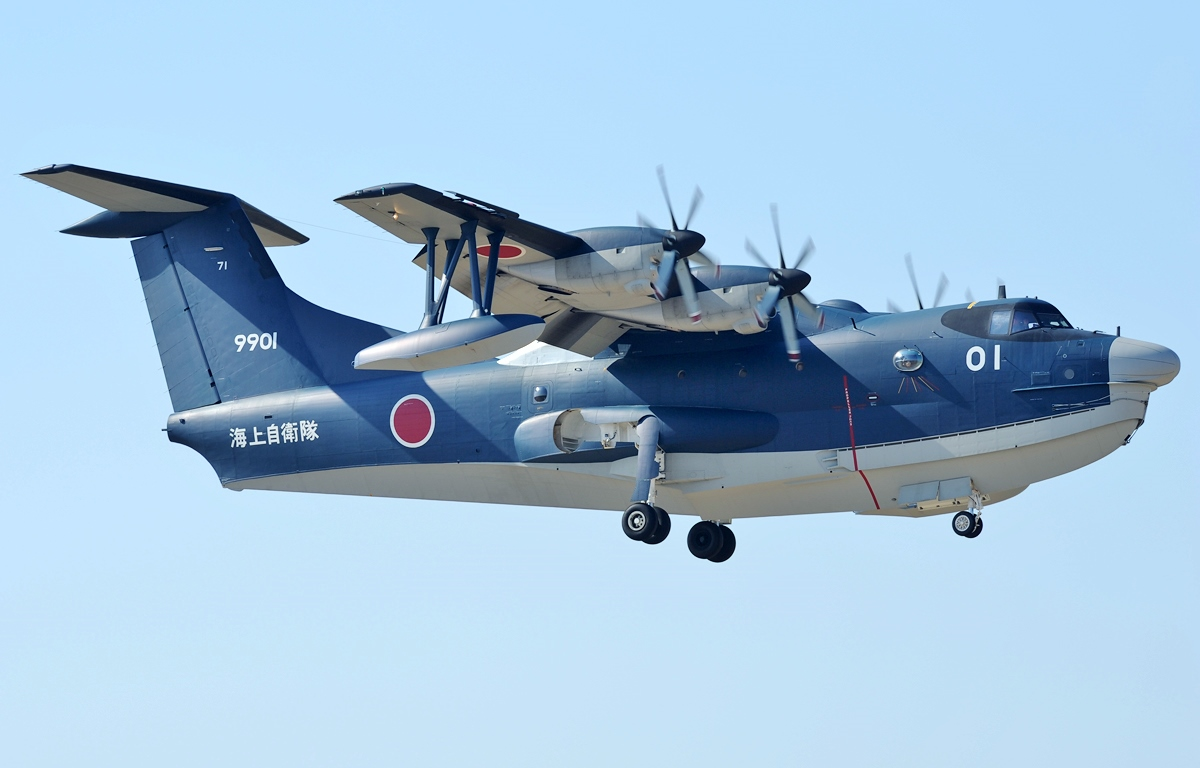
US-2（日语：US-2 (航空機)）
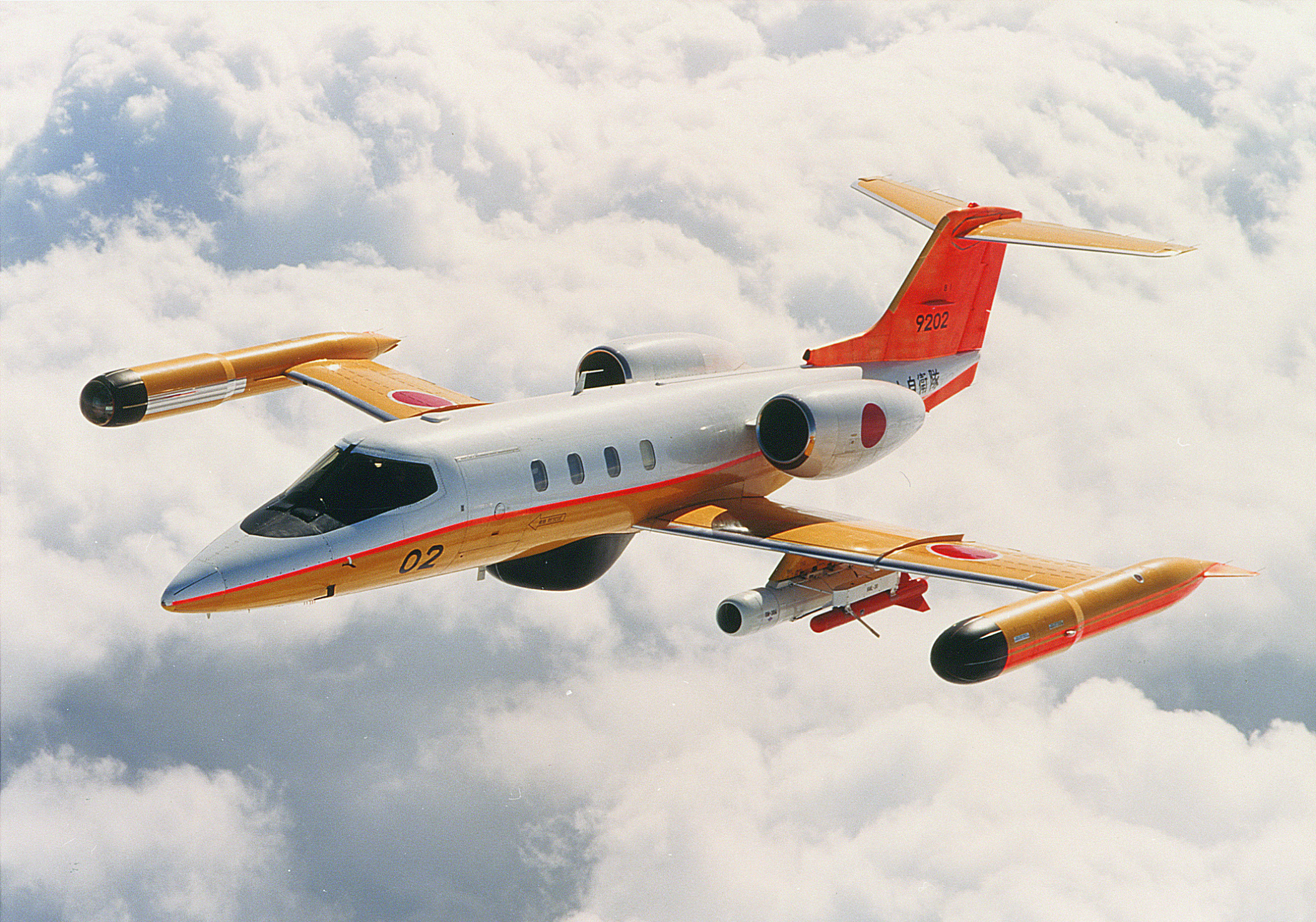
U-36A
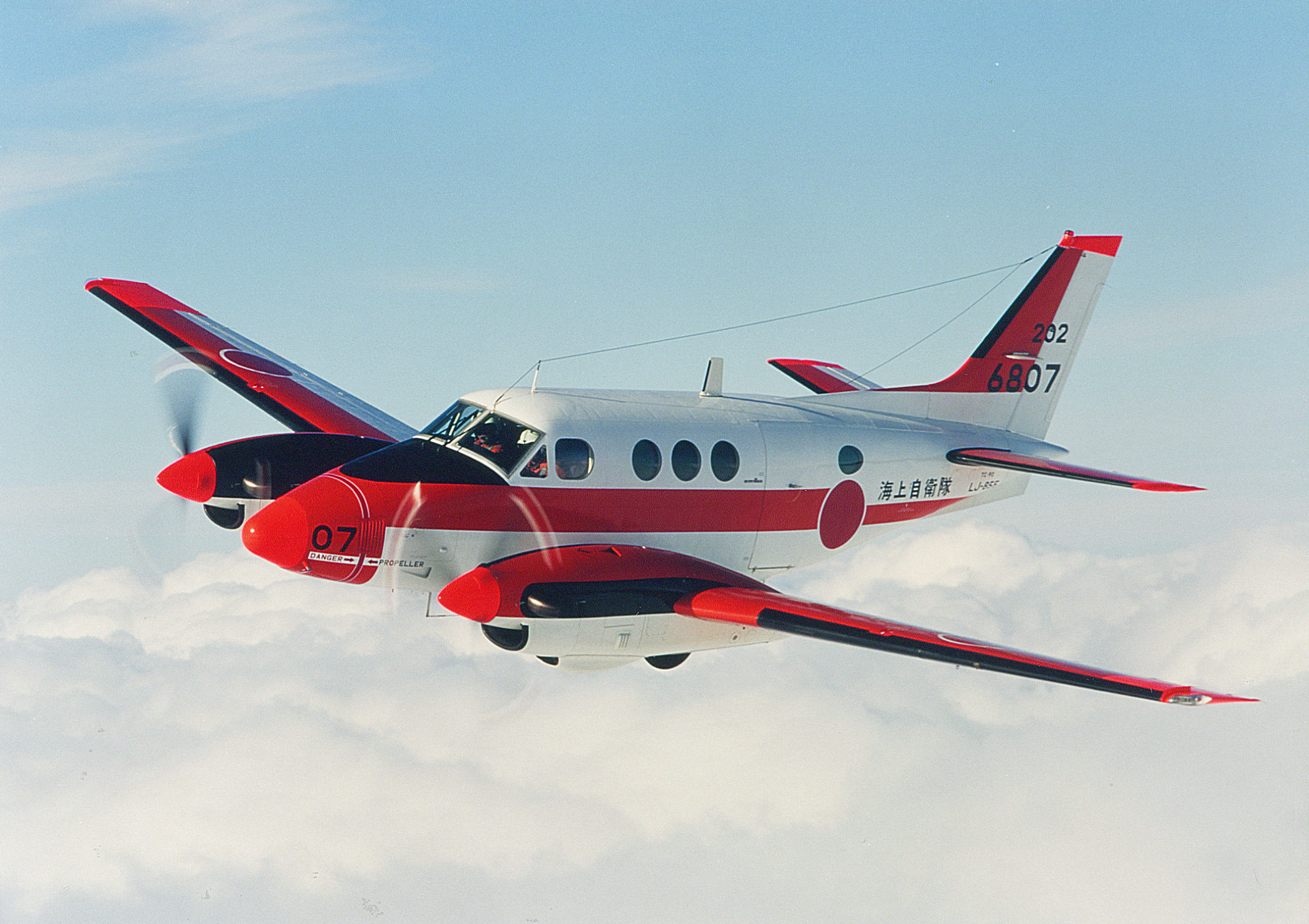
Tc-90

### 歷代艦艇

#### 直升機驅逐艦（DDH）
日向級：DDH-181～182，共計2艘
出云级：DDH-183～184，共计2艘

##### 已退役
榛名級：DDH-141～142，共計2艘
白根級：DDH-143 ~144   ，共計2艘

#### 導彈驅逐艦（DDG）
金剛級：DDG-173～176，共計4艘
愛宕級：DDG-177～178，共計2艘
摩耶級：DDG-179～180，共計2艘

##### 已退役
旗風級：DDG-171～172，共計2艘
天津風級：DDG-163，共計1艘
太刀風級：DDG-168～170，共計3艘

#### 通用驅逐艦（DD）
朝霧級：DD-151～158，共計8艘
村雨級：DD-101～109，共計9艘
高波級：DD-110～114，共計5艘
秋月級：DD-115～118，共計4艘
朝日級：DD-119～120，共計2艘

##### 已退役
初雪級：DD-122～133，共計12艘
春風級：DD-101～102，共計2艘
秋月級：DD-161～162，共計2艘

#### 反潛驅逐艦（DDK）

##### 已退役
綾波級：DDK-103～106、DD-110～112，共計7艘
山雲級：DDK-113～115、DD-119，共計4艘
峰雲級：DDK-116～118，共計3艘

#### 攻擊驅逐艦（DDA）

##### 已退役
村雨級：DDA-107～109，共計3艘
高月級：DDA-164～167，共計4艘

#### 巡防艦（FF）
最上級：FFM-1～FFM-22，共計畫製造22→12艘

#### 護航驅逐艦（DE）
阿武隈級：DE-229～234，共計6艘

##### 已退役
曙級：DE-201，共計1艘
雷級：DE-202～203，共計2艘
五十鈴級：DE-211～214，共計4艘
筑後級：DE-215～221，共計7艘
天鹽級：DE-222～225，共計4艘
石狩級：DE-226，共計1艘
夕張級：DE-227～228，共計2艘

#### 飛彈快艇（PG）
隼級：PG-824 ～829，共計6艘

##### 已退役
一號型水翼飛彈快艇：PG-821 ～823，共計3艘

### 舰队编成
2024年度6月舰队编成：

#### 護衛艦隊
第1护卫队群
- 第1護衛隊群
- 第1護衛隊（司令部：横须贺）
  - DDH-183  出雲（いずも）
  - DDG-179  摩耶（まや）
  - DD-107  いかづち (護衛艦・2代)（日语：雷號護衛艦）（いかづち）
  - DD-101  村雨（日语：むらさめ (護衛艦・2代)）（むらさめ）
- 第5护卫队（司令部：佐世保）
  - DDG-173  金刚（こんごう）
  - DD-108  曙（日语：あけぼの (護衛艦・2代)）（あけぼの）
  - DD-109  有明（日语：ありあけ (護衛艦・2代)）（ありあけ）
  - DD-115  秋月（日语：あきづき (護衛艦・2代)）（あきづき）

第2护卫队群
- 第2護衛隊群
- 第2护卫队（司令部：佐世保）
  - DDH-182  伊勢（いせ）
  - DDG-178  足柄（あしがら）
  - DD-102  春雨（日语：はるさめ (護衛艦・2代)）（はるさめ）
  - DD-119  朝日（日语：あさひ (護衛艦・2代)）（あさひ）
- 第6护卫队（司令部：橫須賀）
  - DDG-174  雾岛（きりしま）
  - DD-110  高波（日语：たかなみ (護衛艦・2代)）（たかなみ）
  - DD-111  大波（日语：おおなみ (護衛艦・2代)）（おおなみ）
  - DD-116  照月（日语：てるづき (護衛艦・2代)）（てるづき）

第3护卫队群
- 第3护卫队（司令部：舞鹤）
  - DDH-181 日向（ひゅうが）
  - DDG-175  妙高 （みょうこう）
  - DDG-177  爱宕（あたご）
  - DD-118   冬月（日语：ふゆづき (護衛艦)）（ふゆづき）
- 第7护卫队（司令部：大湊）
  - DD-103  夕立（日语：ゆうだち (護衛艦・2代)）（ゆうだち）
  - DD-112  卷波（日语：まきなみ (護衛艦・2代)）（まきなみ）
  - DD-114  凉波（日语：すずなみ (護衛艦)）（すずなみ）
  - DD-120  不知火（日语：しらぬい (護衛艦)）（しらぬい）

第4护卫队群
- 第4护卫队（司令部：吳）
  - DDH-184 加賀（かが）
  - DD-105  电（日语：いなづま (護衛艦・2代)）（いなづま）
  - DD-106  五月雨（日语：さみだれ (護衛艦)）（さみだれ）
  - DD-113  涟（さざなみ）
- 第8护卫队（司令部：佐世保）
  - DDG-180  羽黑 (はぐろ)
  - DDG-176  鸟海（日语：ちょうかい (護衛艦)）（ちょうかい）
  - DD-104  雾雨（日语：きりさめ (護衛艦)）（きりさめ）
  - DD-117  涼月（すずつき）

#### 潜水艦隊
第1潜水隊群
- 直轄艦
  - ASR-403  千早（ちはや）潜水艦救難艦
- 第1潜水隊
  - SS-507  仁龍（日语：じんりゅう (潜水艦)）（じんりゆう）
  - SS-593  卷潮（日语：まきしお (潜水艦・2代)）（まきしお）
  - SS-594  磯潮（日语：いそしお (潜水艦・2代)）（いそしお）
  - SS-510  翔龍（日语：しょうりゅう (潜水艦)）（しょうりゅう）
- 第3潜水隊  
  - SS-504  劍龍（日语：けんりゅう (潜水艦)）（けんりゅう）
  - SS-596  黒潮（日语：くろしお (潜水艦・3代)）（くろしお）
  - SS-600  望潮（日语：もちしお (潜水艦・2代)）（もちしお）
  - SS-511  凰龍（日语：おうりゅう (潜水艦)）(おうりゅう)
- 第5潜水隊 
  - SS-501  蒼龍（日语：そうりゅう (潜水艦)）（そうりゅう）
  - SS-502  雲龍（日语：うんりゅう (潜水艦)）（うんりゅう）
  - SS-503  白龍（日语：はくりゅう (潜水艦)）（はくりゅう）
  - SS-508  赤龍（日语：せきりゅう (潜水艦)）（せきりゆう）

第2潜水隊群
- 直轄艦
  - ASR-405  千代田（日语：ちよだ (潜水艦救難母艦)）（ちよだ）潜水艦救難艦
- 第2潜水隊 
  - SS-592  渦潮（日语：うずしお (潜水艦・2代)）（うずしお）
  - SS-595  鳴潮（日语：なるしお (潜水艦・2代)）（なるしお）
  - SS-597  高潮（日语：たかしお (潜水艦・2代)）（たかしお）
- 第4潜水隊 
  - SS-505  瑞龍（日语：ずいりゅう (潜水艦)）（ずいりゅう）
  - SS-598  八重潮（日语：やえしお (潜水艦・2代)）（やえしお）
  - SS-599  瀬戶潮（日语：せとしお (潜水艦・2代)）（せとしお）
  - SS-513  大鯨（日语：たいげい (潜水艦)）（たいげい）
- 第6潜水隊
  - SS-506  黑龍（日语：こくりゅう (潜水艦)）（こくりゅう）
  - SS-509  清龍（日语：せいりゅう (潜水艦)）（せいりゅう）
  - SS-512  鬥龍（日语：とうりゅう (潜水艦)） (とうりゅう)

#### 掃海隊群
- 第1掃海隊
  - MST-463浦賀（日语：うらが (掃海母艦)）（うらが）
  - MSO-304淡路（日语：あわじ (掃海艦)）（あわじ）
  - MSO-305平戶（日语：ひらど (掃海艦)）（あわじ）
  - MSC-606初島（日语：はつしま (掃海艇・2代)）（はつしま）
- 第2掃海隊
  - MSC-601平島（日语：ひらしま (掃海艇)）（ひらしま）
  - MSC-602屋久島（日语：やくしま (掃海艇・3代)）（やくしま）
  - MSC-603高島（日语：たかしま (掃海艇・3代)）（やくしま）
- 第3掃海隊
  - MST-464豊後（日语：ぶんご (掃海母艦)）（ぶんご）
  - MSO-306江田島（日语：えたじま (掃海艦)）（えたじま）
  - MSC-690宮島（日语：みやじま (掃海艇・2代)）（みやじま）
- 第1運輸隊
  - LST-4001 大隅（おおすみ）
  - LST-4002 下北（日语：しもきた (輸送艦・2代)）（しもきた）
  - LST-4003 国东（日语：くにさき (輸送艦)）（くにさき）

#### 地方配備部隊
- 第11護衛隊（横須賀）
  - DD-154  天雾號護衛艦（日语：あまぎり (護衛艦)）（あまぎり）
  - DD-152  山雾（日语：やまぎり (護衛艦)）（やまぎり）
  - DD-153  夕雾（ゆうぎり）
  - FFM-1 最上（日语：もがみ (護衛艦・2代)）（もがみ）
  - FFM-2 熊野（日语：くまの (護衛艦・2代)）（くろべ）
- 第12護衛隊（吳）
  - DE-229  阿武隈（日语：ゆうぎり (護衛艦)）（あぶくま）
  - DE-234  利根（日语：とね (護衛艦)）（とね）
  - DD-158  海雾（日语：うみぎり (護衛艦）（うみぎり）
- 第13護衛隊（佐世保）
  - DE-230  神通（日语：じんつう (護衛艦)）（じんつう）
  - DD-157  泽雾（日语：さわぎり (護衛艦)）（さわぎり）
  - FFM-3 能代（日语：のしろ (護衛艦・2代)）（もがみ）
  - FFM-4 三隈（日语：みくま (護衛艦・2代)）（みくま）
- 第14護衛隊（舞鶴）
  - DD-156  濑户雾（日语：せとぎり (護衛艦)）（せとぎり）
  - DD-151  朝霧（日语：あさぎり (護衛艦)）（あさぎり）
  - DE-232  川内（日语：せんだい (護衛艦)）（せんだい）
  - FFM-5 矢矧（日语：やはぎ (護衛艦)）（やはぎ）
  - FFM-6 阿賀野（日语：あがの (護衛艦)）（あがの）
- 第15護衛隊（大湊）
  - DD-155  濱霧（日语：はまぎり (護衛艦)）（はまぎり）
  - DE-231  大淀（日语：おおよど (護衛艦)）（おおよど）
  - DE-233  筑摩（日语：ちくま (護衛艦)）（ちくま）

## 個人武器

#### 手槍
- 9mm手槍
- SIG Sauer P226R（僅裝備於特別警備隊）

#### 衝鋒槍
- 9mm機關手槍
- HK MP5A5（僅裝備於特別警備隊）
- HK MP5SD6（僅裝備於特別警備隊）
- SIG MPX（僅裝備於特別警備隊）

#### 突擊步槍／戰鬥步槍
- 64式7.62mm步槍
- 89式5.56mm步槍（特別警備隊使用摺疊式槍托版本）
- 20式5.56mm步槍
- HK416（A2型，僅裝備於特別警備隊）

#### 霰彈槍
- M1300
- 伯奈利M3T

#### 狙擊步槍
- HK MSG90（僅裝備於特別警備隊）
- 對物狙擊槍（型號不詳，僅裝備於特別警備隊）

#### 機槍
- 5.56mm機槍MINIMI
- 62式7.62mm機槍
- 74式車載7.62mm機槍（安裝在直升機上）
- 12.7mm重機槍M2（安裝在護衛艦上）

#### 其他武器
- 榴彈發射器
- 警備槍（催淚彈投擲槍）
- 21.5mm信號手槍（日语：21.5mm信号けん銃）
- 閃光發音筒1型（震撼彈）

## 個人裝備

#### 服裝
- 立入檢查服
- 特別警備服
- 迷彩服2型（日语：迷彩服2型）（陸上戰鬥服，1型）
- 迷彩服3型（日语：迷彩服3型）

#### 戰術頭盔
- 88式鋼盔
- Protec ACE（塑膠運動頭盔）
- ACH
- Ops-Core FAST XP High Cut（僅裝備於特別警備隊）
- Ops-Core FAST SF（僅裝備於特別警備隊）

#### 防彈衣
- 防彈背心，海上用
- 防彈衣，搭乘員用
- 防彈衣，立入檢查隊用
- 特殊防彈衣（僅裝備於特別警備隊）
- Crye Precision AirLite SPC（僅裝備於特別警備隊）

#### 夜視儀
- MUM-14

## 流行文化
日本海上自衛隊曾多次於動漫裡出現，例如《名偵探柯南：絕海的偵探》就曾出現相關的間諜殺人事件；此外《次元艦隊》、《沉默的艦隊》和《空母伊吹》三套漫畫均是以海上自衛隊為主題。
海上自衛隊也與動漫進行合作，《蒼藍鋼鐵戰艦》其片頭曲「SAVIOR OF SONG」與片尾曲「Purest Blue」的正式音樂影片皆開放軍艦給予取景拍攝，還邀請淵上舞（伊歐娜聲優）、沼倉愛美（高雄聲優）及山村響（榛名聲優）參訪親潮級潛艇、きりしま (護衛艦)、せとゆき (練習艦)及海上自衛隊吳史料館等，並將畫面收錄於BD/DVD特典中。此外海上自衛隊自行推出的產品入浴劑「海自乃湯」亦在2015年1月28日追加推出「榛名」、「伊401」及「高雄」三款。
2016年4月1日海上保安廳橫須賀海上保安部（隸屬第三管區海上保安本部）開始與《高校艦隊》動畫合作宣傳，在愚人節當天以「橫須賀海保，對動畫主角嚴重警告？」為題在推特上發表推文。
2016年10月中旬海上自衛隊在公開展示島風號護衛艦(DDG-172)時，在甲板上放置《艦隊Collection》的艦娘島風作展示看板。

## 多媒體
- 日向型護衛艦 DDH-181「日向」
- 蒼龍型潛艦 SS-501「蒼龍」
- 秋月型護衛艦 DD-115「秋月」
- 出雲型護衛艦 DDH-183「出雲」
- 朝日型護衛艦 DD-119「朝日」
- 摩耶型護衛艦 DDG-179「摩耶」
- 大鯨型潛艦 SS-513「大鯨」
- 最上型護衛艦 FFM-1「最上」
- 神奈川县横须贺市自衛艦隊司令部，图中有出云号、朝日级驱逐舰不知火號和金刚级驱逐舰
- 海上自衛隊演習
- 日英米豪西諾共同訓練